# Mari Jose Urruzola Zabalza
Mari Jose Urruzola Zabalza   (Irun, 23 de maig de 1940 - Bilbao, 28 d'abril de 2006) va ser una pedagoga, feminista i escriptora conscienciada amb la coeducació i l'educació per a la igualtat.
Va ser llicenciada en filosofia i catedràtica d'aquesta assignatura durant la seva carrera professional, va exercir com a docent en instituts de Bilbao. Als anys 90, va treballar als serveis de suport del Departament d'Educació del Govern Basc com a assessora de coeducació fins a la seva jubilació l'any 2001.
Va escriure diversos llibres i guies educatives per a nenes i adolescents de temàtica de violència de gènere, les relacions interpersonals i l'educació sexual.
Va fundar el Col·lectiu Feminista Lanbroa i les associacions feministes Emilia Pardo Bazán i Ekaitza. Va ser cofundadora de la Confederació d'Organitzacions Feministes i es va presentar a les eleccions europees de 1999. L'any 2000 va ser una de les fundadores del Partit Feminista d'Euskadi (Alderdi Feminista) que va presentar a Zuriñe del Cerro com a candidata a l'alcaldia de Bilbao.

## Publicacions
Llibres
- Sexualitat a l'escola, 1985[5]
- És possible coeducar a l'actual escola mixta?: una programació curricular d'aula sobre les relacions afectives i sexuals, 1991[6]
- Aprenent a estimar des de l'aula, 1991[7]
- Guia per a noies. Com caminar per casa, 1992[8]
- Guia per a noies. Com prevenir i defensar-te de les agressions, 1992[9]
- Introducció a la filosofia coeducadora, 1995[10]
- Educació de les relacions afectives i sexuals des de la filosofia coeducadora, 1997[11]
- Violència de gènere: el maltractament amagat: guia per identificar i superar les causes de la violència quotidiana, 2001[12]
- Igualtat i responsabilitat en l'edat de la saviesa: viure i envellir amb protagonisme i autoritat personal, 2003[13]
- Viure la separació com una oportunitat per aprendre: guia per a la corresponsabilitat en la reconstrucció emocional, 2003[14]

## Premis i reconeixements
- L'any 2006 a títol pòstum el Premi Emakunde a la Igualtat.[15][16]
- L'any 2006 homenatge dels Seminaris de Coeducació.[17]
- L'any 2008 homenatge de l'Ajuntament de Bilbao, Col·lectiu Feminista Lanbroa i Partit Feminista.[18]